# Cichorium

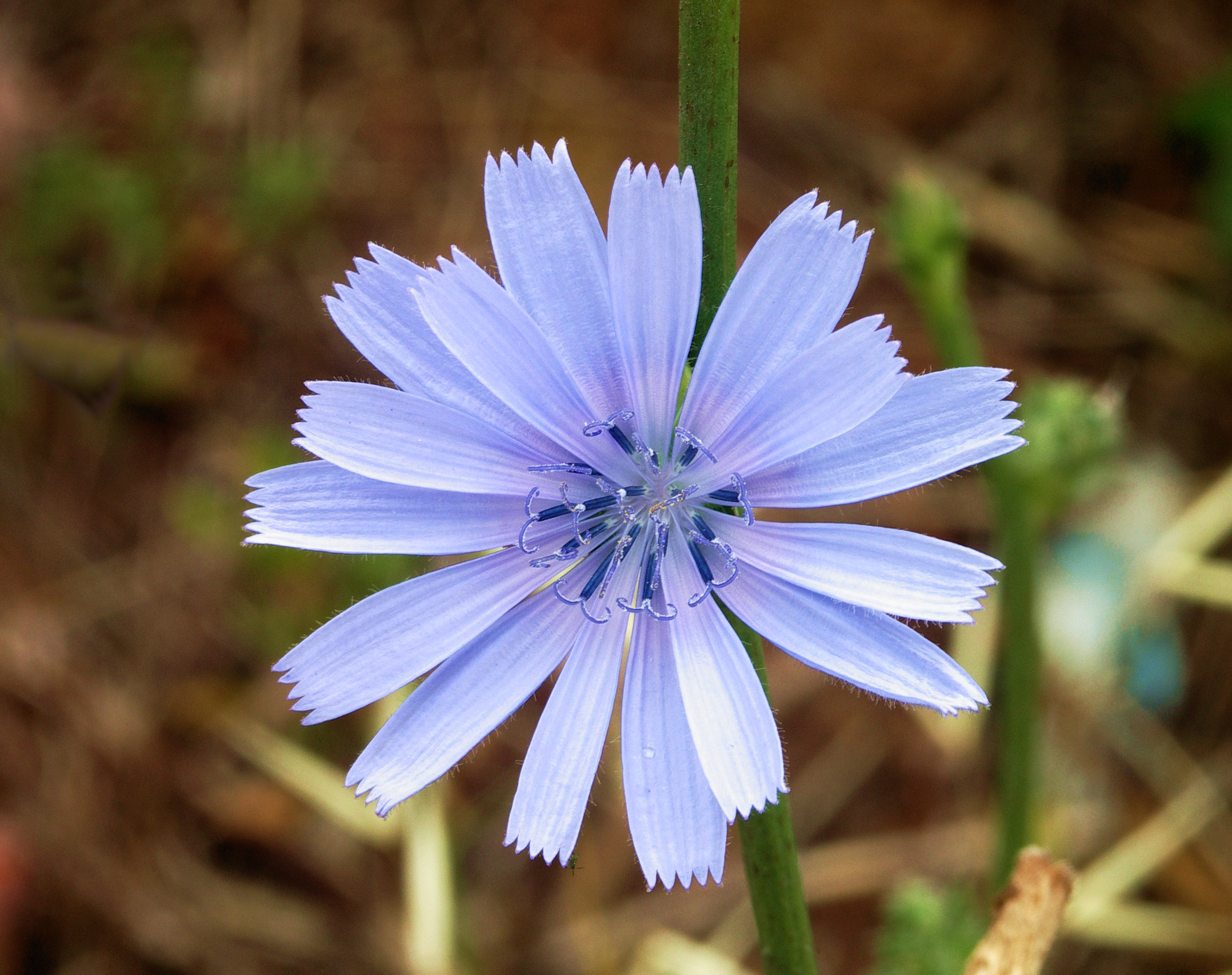
Flor de la xicoira comuna (Cichorium intybus)

Cichorium és un gènere de plantes angiospermes de la família de les asteràcies (Asteraceae). Són plantes natives d'Europa, Àfrica del nord i Àsia central i occidental.
Hi ha varietats cultivars de Cichorium intybus que es cultiven per a l'obtenció de verdures com les endívies o el radicchio i d'altres varietats es cultiven per les seves arrels que es fan servir com a succedanis del cafè. D'altra banda hi ha varietats cultivars de Cichorium endivia que produeixen les escaroles.

## Descripció
Són plantes herbàcies perennes, anuals o biennals, de tiges habitualment solitàries i ramificades. Les fulles acostumen a ser runcinades i pinnades o dentades. Les flors es troben agrupades en capítols terminals o axil·lars. Les flors ligulades acostumen a ser blaves. El fruit és una aqueni amb papus.

## Taxonomia
Aquest gènere va ser publicat per primer cop l'any 1753 al segon volum de l'obra Species Plantarum del botànic suec Carl von Linné (1707-1778).

### Espècies
Dins del gènere Cichorium es reconeixen les set espècies següents:
- Cichorium bottae Deflers
- Cichorium calvum Sch.Bip.
- Cichorium endivia L.
- Cichorium glandulosum Boiss. & A.Huet
- Cichorium intybus L.
- Cichorium pumilum Jacq.
- Cichorium spinosum L.

### Sinònims
Els següents noms científics són sinònims heterotípics de Cichorium:
- Acanthophyton Less.
- Endivia Hill